# Bandiera arancione
La Bandiera arancione è un riconoscimento di qualità turistico-ambientale conferito dal Touring Club Italiano alle località (comuni o borghi) dell'entroterra italiano con meno di 15 000 abitanti che si distinguono per la qualità dell'accoglienza turistica, la sostenibilità ambientale e la cura del patrimonio artistico e culturale.

## Storia
L'idea di certificare le località meritevoli con la Bandiera Arancione nasce nel 1998 in Liguria, dietro alla volontà dell'ente regionale di valorizzare l'entroterra (oltre alle località marittime premiate con la Bandiera Blu). La collaborazione con il Touring Club Italiano porta allo sviluppo di un complesso Modello di Analisi Territoriale, utile a parametrare l'offerta turistica delle località coinvolte, tuttora in uso. Presto l'iniziativa esce dai confini liguri, proponendosi di valorizzare e promuovere piccole località dell'entroterra italiano.
Nel 1999 Sassello è il primo comune a ricevere il certificato. Nel 2002 nasce l'Associazione dei Paesi Bandiera Arancione, con sede a Dolceacqua. Nel 2005 l'iniziativa conta 100 certificazioni assegnate, mentre dal 2010 ogni regione d'Italia ha almeno una Bandiera Arancione. È del 2019 la prima edizione della Caccia ai Tesori Arancioni.

A gennaio 2025 l'iniziativa conta 290 località certificate.

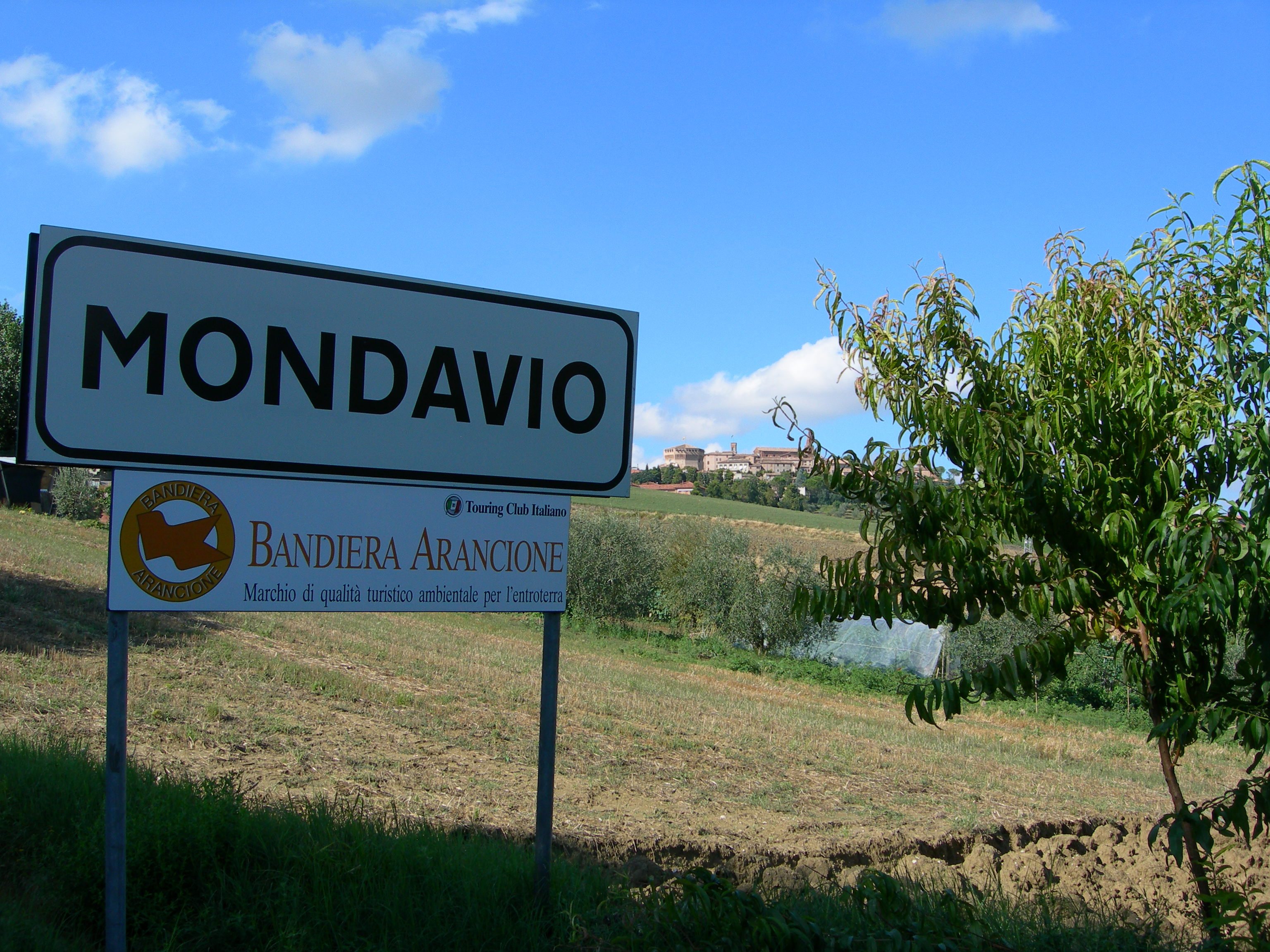
Bandiera Arancione nella segnaletica del comune di Mondavio, nelle Marche.

## Descrizione

### Requisiti
I comuni che intendono candidarsi per la Bandiera Arancione devono rispettare due requisiti fondamentali:
- Territoriale: il territorio comunale deve trovarsi nell'entroterra italiano e non avere, quindi, sbocchi sul mare
- Demografico: il comune non deve avere più di 15 000 abitanti

### Criteri di assegnazione
I criteri per l'assegnazione della Bandiera Arancione sono oltre 250, divisi in cinque aree principali:
- Accoglienza: informazione turistica, segnaletica, accessibilità, mezzi di trasporto
- Ricettività e servizi complementari: qualità e completezza del sistema ricettivo
- Fattori di attrazione turistica: patrimonio artistico e culturale, produzione agroalimentare, eventi, innovazione sociale
- Sostenibilità ambientale: gestione dei rifiuti, risparmio energetico
- Struttura e qualità della località: atmosfera, tipicità, ospitalità, integrità del centro storico

Le località candidate vengono visitate in forma anonima da dei ghost visitor ("visitatori fantasma", o giudici in incognito) che ricostruiscono e valutano l'esperienza dei turisti.
Il Touring Club Italiano adotta rigidi criteri di selezione: solo all'8% dei comuni candidati viene riconosciuta la certificazione.
L'assegnazione della Bandiera Arancione è sempre accompagnata da una breve motivazione, redatta dal ghost visitor che se n'è occupato. Un esempio, per il comune di Petralia Sottana:
Questa località è inserita all’interno del Parco delle Madonie, un contesto paesaggistico suggestivo e di grande bellezza, e presenta un centro storico tipico e raccolto. Un buon numero di eventi organizzati nel corso dell’anno, adeguatamente promossi, danno alla cittadina un’atmosfera di vivacità e tipicità.

Elsa, ghost visitor TCI

### Durata
La Bandiera Arancione è assegnata in via temporanea e il suo mantenimento è subordinato al rispetto di requisiti e criteri di assegnazione. La verifica dell'idoneità avviene ogni tre anni.

### Network Bandiere Arancioni
Le località certificate dalla Bandiera Arancione possono chiedere, dietro contributo economico, di entrare in un network che garantisce maggiori opportunità di comunicazione e promozione.

### Borghi da vivere
Dal 2022 il TCI pubblica, nella collana Guide Touring, il titolo Borghi da vivere, in cui sono indicate tutte le località Bandiera Arancione. Di ogni borgo sono descritti la storia, il paesaggio, le tradizioni e i punti di interesse preminenti. La guida è aggiornata con cadenza annuale.

### Riconoscimenti
- Nel 2001 il programma è l'unico italiano inserito dall'Organizzazione mondiale del turismo fra i progetti realizzati con successo per uno sviluppo sostenibile del turismo in tutto il mondo.
- Turismo Oggi, Miglior piano di promozione territoriale (2002)

- Premio SKAL Ecotourism Award, categoria “Cities and villages” (2008)

- Herity, premio internazionale alla cultura (2014)
- L'iniziativa è patrocinata dall'Agenzia Nazionale del Turismo (ENIT)[16]

## Iniziative

### Caccia ai Tesori Arancioni
Ogni anno viene organizzata in tutta Italia la Caccia ai Tesori Arancioni, che avviene in contemporanea in tutti i comuni Bandiera Arancione che aderiscono all'iniziativa. Si tratta di una caccia al tesoro attraverso le principali attrazioni dei borghi, cui chiunque può partecipare dopo aver formato una squadra.

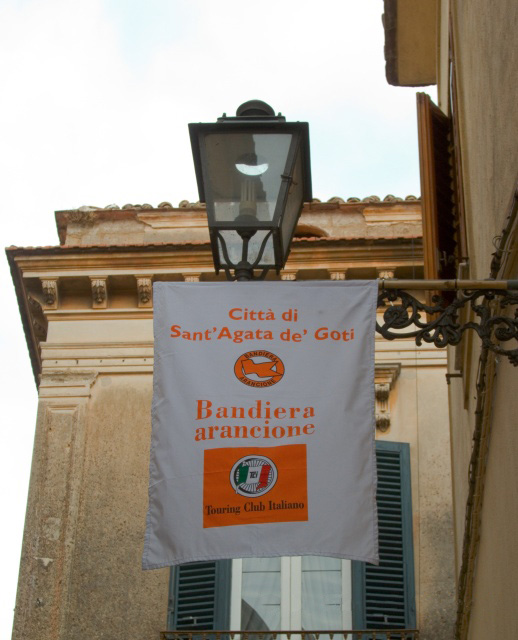
Bandiera celebrativa del riconoscimento della Bandiera Arancione a Sant'Agata de' Goti, in Campania

## Le località Bandiera Arancione
Nel gennaio 2025 le località certificate con la Bandiera Arancione sono 290.

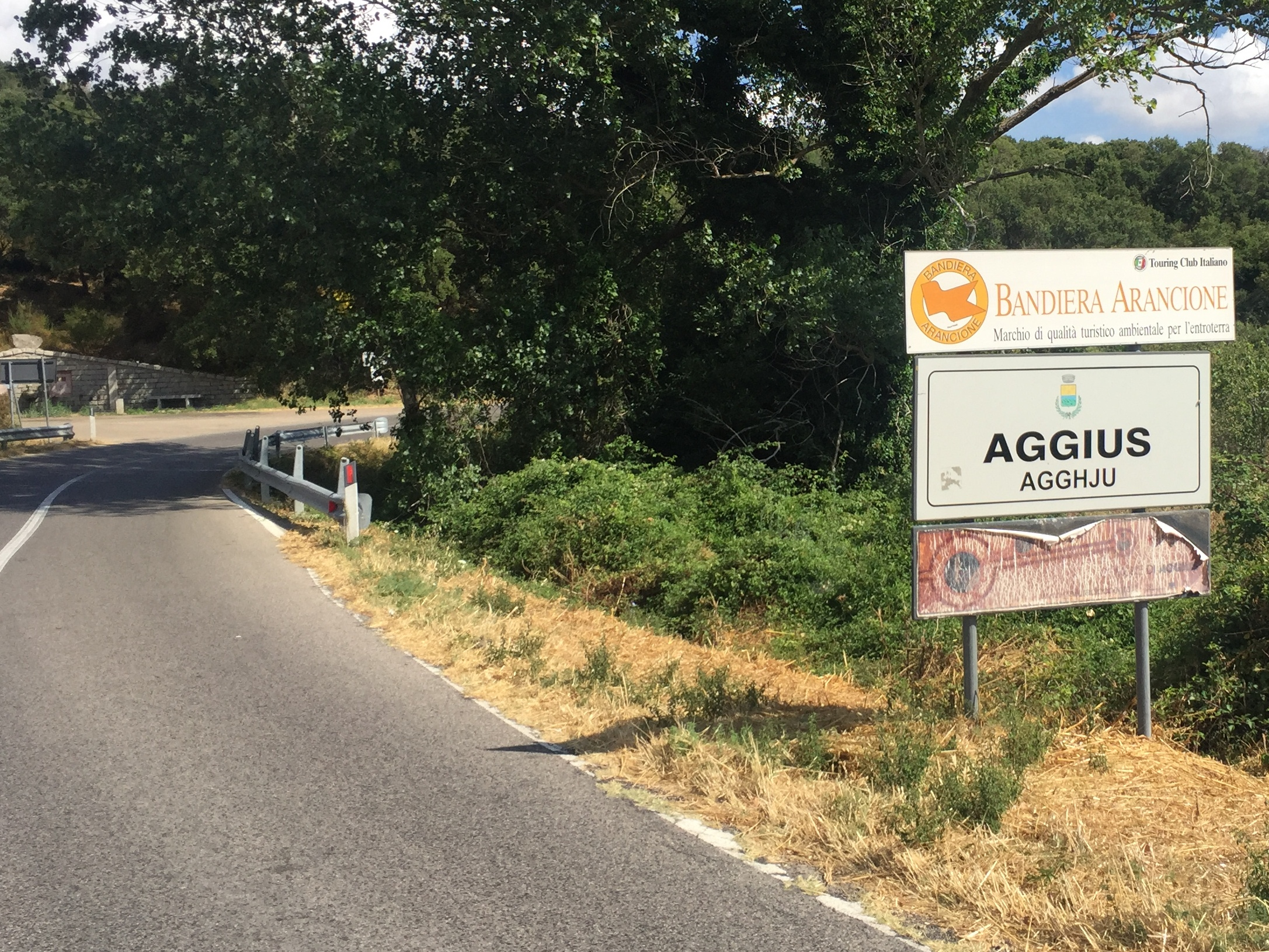
Bandiera arancione di Aggius.

### Italia settentrionale
| Regione               | Provincia            | località                             | Foto / Banner                                                           |
| --------------------- | -------------------- | ------------------------------------ | ----------------------------------------------------------------------- |
| Valle d'Aosta         | Aosta                | Etroubles                            | Étroubles (banner)                                                      |
| Valle d'Aosta         | Aosta                | Gressoney-Saint-Jean                 | Gressoney-Saint-Jean (banner)                                           |
| Valle d'Aosta         | Aosta                | Introd                               | Introd (banner)                                                         |
| Piemonte              | Alessandria          | Gavi                                 | Gavi (banner)                                                           |
| Piemonte              | Alessandria          | Ozzano Monferrato                    | Ozzano Monferrato (banner)                                              |
| Piemonte              | Alessandria          | Rosignano Monferrato                 | Rosignano Monferrato (banner)                                           |
| Piemonte              | Alessandria          | Trisobbio                            | Trisobbio (banner)                                                      |
| Piemonte              | Asti                 | Canelli                              | Canelli (banner)                                                        |
| Piemonte              | Asti                 | Castagnole delle Lanze               | Castagnole delle Lanze (banner)                                         |
| Piemonte              | Asti                 | Cocconato                            | Cocconato (banner)                                                      |
| Piemonte              | Asti                 | Moncalvo                             | Moncalvo (immagine)                                                     |
| Piemonte              | Biella               | Candelo                              | Ricetto di Candelo                                                      |
| Piemonte              | Cuneo                | Barolo                               | Barolo (banner)                                                         |
| Piemonte              | Cuneo                | Bene Vagienna                        | Bene Vagienna (banner)                                                  |
| Piemonte              | Cuneo                | Bergolo                              | Bergolo (banner)                                                        |
| Piemonte              | Cuneo                | Cherasco                             | Cherasco (banner)                                                       |
| Piemonte              | Cuneo                | Chiusa di Pesio                      | La chiesa parrocchiale di Sant'Antonino a Chiusa di Pesio               |
| Piemonte              | Cuneo                | Entracque                            | Entracque (banner)                                                      |
| Piemonte              | Cuneo                | Grinzane Cavour                      | Grinzane Cavour (banner)                                                |
| Piemonte              | Cuneo                | Guarene                              | Guarene (banner)                                                        |
| Piemonte              | Cuneo                | La Morra                             | La Morra (banner)                                                       |
| Piemonte              | Cuneo                | Limone Piemonte                      | Limone Piemonte (banner)                                                |
| Piemonte              | Cuneo                | Monforte d'Alba                      | Monforte d'Alba (banner)                                                |
| Piemonte              | Cuneo                | Neive                                | Neive (banner)                                                          |
| Piemonte              | Cuneo                | Revello                              | Revello (banner)                                                        |
| Piemonte              | Novara               | Orta San Giulio                      | Isola di San Giulio                                                     |
| Piemonte              | Novara               | Arona                                | Arona (banner)                                                          |
| Piemonte              | Torino               | Agliè                                | Castello Ducale di Agliè                                                |
| Piemonte              | Torino               | Avigliana                            | Avigliana (banner)                                                      |
| Piemonte              | Torino               | Fenestrelle                          | Fenestrelle (banner)                                                    |
| Piemonte              | Torino               | Susa                                 | Susa (banner)                                                           |
| Piemonte              | Torino               | Usseaux                              | Usseaux (banner)                                                        |
| Piemonte              | Torino               | Usseglio                             | Usseglio (banner)                                                       |
| Piemonte              | Verbano-Cusio-Ossola | Cannero Riviera                      | Cannero Riviera (banner)                                                |
| Piemonte              | Verbano-Cusio-Ossola | Cannobio                             | Cannobio (banner)                                                       |
| Piemonte              | Verbano-Cusio-Ossola | Macugnaga                            | Macugnaga - Dorf                                                        |
| Piemonte              | Verbano-Cusio-Ossola | Malesco                              | Malesco (banner)                                                        |
| Piemonte              | Verbano-Cusio-Ossola | Mergozzo                             | Mergozzo (banner)                                                       |
| Piemonte              | Verbano-Cusio-Ossola | Santa Maria Maggiore                 | Santa Maria Maggiore (immagine)                                         |
| Piemonte              | Verbano-Cusio-Ossola | Vogogna                              | Vogogna (banner)                                                        |
| Piemonte              | Vercelli             | Alagna Valsesia                      | Alagna Valsesia (banner)                                                |
| Piemonte              | Vercelli             | Fobello                              | Fobello (banner)                                                        |
| Piemonte              | Vercelli             | Varallo                              | Varallo (banner)                                                        |
| Liguria               | Genova               | Santo Stefano d'Aveto                | Santo Stefano d'Aveto (banner)                                          |
| Liguria               | Imperia              | Airole                               | Airole (banner)                                                         |
| Liguria               | Imperia              | Apricale                             | Apricale (banner)                                                       |
| Liguria               | Imperia              | Badalucco                            | Badalucco (banner)                                                      |
| Liguria               | Imperia              | Dolceacqua                           | Dolceacqua (banner)                                                     |
| Liguria               | Imperia              | Perinaldo                            | Perinaldo (banner)                                                      |
| Liguria               | Imperia              | Pigna                                | Pigna (banner)                                                          |
| Liguria               | Imperia              | Seborga                              | Seborga (banner)                                                        |
| Liguria               | Imperia              | Triora                               | Triora (banner)                                                         |
| Liguria               | Imperia              | Vallebona                            | Vallebona (banner)                                                      |
| Liguria               | La Spezia            | Brugnato                             | Brugnato (banner)                                                       |
| Liguria               | La Spezia            | Castelnuovo Magra                    | Castelnuovo Magra (banner)                                              |
| Liguria               | La Spezia            | Pignone                              | Pignone (banner)                                                        |
| Liguria               | La Spezia            | Varese Ligure                        | Varese Ligure - case                                                    |
| Liguria               | Savona               | Castelvecchio di Rocca Barbena       | Castelvecchio di Rocca Barbena (banner)                                 |
| Liguria               | Savona               | Sassello                             | Sassello (banner)                                                       |
| Liguria               | Savona               | Toirano                              | Toirano (banner)                                                        |
| Lombardia             | Bergamo              | Almenno San Bartolomeo               | Piana di Almenno da Maresana                                            |
| Lombardia             | Bergamo              | Clusone                              | Clusone (banner)                                                        |
| Lombardia             | Bergamo              | Gromo                                | Gromo (banner)                                                          |
| Lombardia             | Bergamo              | Sarnico                              | Sarnico (banner)                                                        |
| Lombardia             | Brescia              | Bienno                               | Bienno - Interno della chiesa di Santa Maddalena sul colle di Cristo Re |
| Lombardia             | Brescia              | Gardone Riviera                      | Gardone Riviera (banner)                                                |
| Lombardia             | Brescia              | Tignale                              | Chiesa di Tignale                                                       |
| Lombardia             | Como                 | Menaggio                             | Menaggio (banner)                                                       |
| Lombardia             | Como                 | Torno                                | Torno (banner)                                                          |
| Lombardia             | Cremona              | Pizzighettone                        | Pizzighettone, Torre del guado                                          |
| Lombardia             | Lecco                | Bellano                              | Scorcio dell'abitato in riva al lago                                    |
| Lombardia             | Mantova              | Castellaro Lagusello                 | Castellaro Lagusello (banner)                                           |
| Lombardia             | Mantova              | Ponti sul Mincio                     | Ponti sul Mincio (banner)                                               |
| Lombardia             | Mantova              | Sabbioneta                           | Sabbioneta (banner)                                                     |
| Lombardia             | Mantova              | Solferino                            | Solferino (banner)                                                      |
| Lombardia             | Sondrio              | Chiavenna                            | Chiavenna - Centro storico                                              |
| Trentino-Alto Adige   | Bolzano              | Campo Tures/Sand in Taufers          | Campo di Tures - castello                                               |
| Trentino-Alto Adige   | Bolzano              | Vipiteno/Sterzing                    | Vipiteno - Multscher Museum                                             |
| Trentino-Alto Adige   | Trento               | Ala                                  | Ala (banner)                                                            |
| Trentino-Alto Adige   | Trento               | Caderzone Terme                      | Caderzone Terme (banner)                                                |
| Trentino-Alto Adige   | Trento               | Ledro                                | Lago di Ledro                                                           |
| Trentino-Alto Adige   | Trento               | Levico Terme                         | Levico Terme (banner)                                                   |
| Trentino-Alto Adige   | Trento               | Molveno                              | Molveno (banner)                                                        |
| Trentino-Alto Adige   | Trento               | Tenno                                | Tenno (banner)                                                          |
| Veneto                | Belluno              | Mel                                  | Centro storico                                                          |
| Veneto                | Belluno              | Rocca Pietore                        | Rocca Pietore (banner)                                                  |
| Veneto                | Padova               | Arquà Petrarca                       | Arquà Petrarca (banner)                                                 |
| Veneto                | Padova               | Montagnana                           | Montagnana (banner)                                                     |
| Veneto                | Treviso              | Asolo                                | Asolo (banner)                                                          |
| Veneto                | Treviso              | Cison di Valmarino                   | Vista su Castelbrando a Cison di Valmarino                              |
| Veneto                | Treviso              | Portobuffolé                         | Portobuffolé (banner)                                                   |
| Veneto                | Verona               | Malcesine                            | Malcesine (banner)                                                      |
| Veneto                | Verona               | Soave                                | Soave (banner)                                                          |
| Veneto                | Verona               | Valeggio sul Mincio                  | Valeggio sul Mincio banner                                              |
| Veneto                | Vicenza              | Marostica                            | Marostica (banner)                                                      |
| Friuli-Venezia Giulia | Pordenone            | Andreis                              | Andreis (banner)                                                        |
| Friuli-Venezia Giulia | Pordenone            | Barcis                               | Barcis (banner)                                                         |
| Friuli-Venezia Giulia | Pordenone            | Frisanco                             | Frisanco (banner)                                                       |
| Friuli-Venezia Giulia | Pordenone            | Maniago                              | Maniago - Castello                                                      |
| Friuli-Venezia Giulia | Pordenone            | San Vito al Tagliamento              | San Vito al Tagliamento (banner)                                        |
| Friuli-Venezia Giulia | Udine                | Cividale del Friuli                  | Cividale del Friuli (banner)                                            |
| Friuli-Venezia Giulia | Udine                | Sappada                              | Sappada (banner)                                                        |
| Emilia-Romagna        | Bologna              | Pieve di Cento                       | Pieve di Cento (banner)                                                 |
| Emilia-Romagna        | Forlì-Cesena         | Bagno di Romagna                     | Bagno di Romagna - Lago Lungo                                           |
| Emilia-Romagna        | Forlì-Cesena         | Castrocaro Terme e Terra del Sole    | Castrocaro Terme e Terra del Sole (banner)                              |
| Emilia-Romagna        | Forlì-Cesena         | Longiano                             | Longiano (banner)                                                       |
| Emilia-Romagna        | Forlì-Cesena         | Monteleone (frazione di Roncofreddo) | Roncofreddo (immagine)                                                  |
| Emilia-Romagna        | Forlì-Cesena         | Portico e San Benedetto              | Portico e San Benedetto (banner)                                        |
| Emilia-Romagna        | Forlì-Cesena         | Premilcuore                          | Premilcuore (banner)                                                    |
| Emilia-Romagna        | Modena               | Castelvetro di Modena                | Castelvetro di Modena (banner)                                          |
| Emilia-Romagna        | Modena               | Fanano                               | Fanano (banner)                                                         |
| Emilia-Romagna        | Modena               | Fiumalbo                             | Fiumalbo (banner)                                                       |
| Emilia-Romagna        | Modena               | Sestola                              | Sestola (banner)                                                        |
| Emilia-Romagna        | Parma                | Busseto                              | Busseto (banner)                                                        |
| Emilia-Romagna        | Parma                | Fontanellato                         | Fontanellato (banner)                                                   |
| Emilia-Romagna        | Piacenza             | Bobbio                               | Bobbio (banner)                                                         |
| Emilia-Romagna        | Piacenza             | Castell'Arquato                      | Castell'Arquato (banner)                                                |
| Emilia-Romagna        | Piacenza             | Vigoleno (frazione di Vernasca)      | Vigoleno (banner)                                                       |
| Emilia-Romagna        | Ravenna              | Brisighella                          | Brisighella (banner)                                                    |
| Emilia-Romagna        | Rimini               | Montefiore Conca                     | Montefiore Conca (banner)                                               |
| Emilia-Romagna        | Rimini               | Pennabilli                           | Pennabilli (banner)                                                     |
| Emilia-Romagna        | Rimini               | San Leo                              | San Leo (banner)                                                        |
| Emilia-Romagna        | Rimini               | Verucchio                            | Verucchio (banner)                                                      |

### Italia centrale
| Regione | Provincia       | località                                      | Foto / Banner                                     |
| ------- | --------------- | --------------------------------------------- | ------------------------------------------------- |
| Toscana | Arezzo          | Anghiari                                      | Anghiari (banner)                                 |
| Toscana | Arezzo          | Castiglion Fiorentino                         | Castiglion Fiorentino (banner)                    |
| Toscana | Arezzo          | Lucignano                                     | Lucignano panorama dalla fortezza                 |
| Toscana | Firenze         | Barberino Val d'Elsa                          | Barberino Val d'Elsa (banner)                     |
| Toscana | Firenze         | Certaldo                                      | Certaldo (banner)                                 |
| Toscana | Firenze         | Vinci                                         | Vinci (banner)                                    |
| Toscana | Grosseto        | Massa Marittima                               | Massa Marittima (banner)                          |
| Toscana | Grosseto        | Pitigliano                                    | Pitigliano (banner)                               |
| Toscana | Grosseto        | Santa Fiora                                   | Santa Fiora (banner)                              |
| Toscana | Grosseto        | Sorano                                        | Sorano (banner)                                   |
| Toscana | Livorno         | Suvereto                                      | Suvereto (banner)                                 |
| Toscana | Lucca           | Barga                                         | Barga (banner)                                    |
| Toscana | Lucca           | Montecarlo                                    | Montecarlo (banner)                               |
| Toscana | Massa e Carrara | Fosdinovo                                     | Fosdinovo (banner)                                |
| Toscana | Pisa            | Casale Marittimo                              | Casale Marittimo (banner)                         |
| Toscana | Pisa            | Casciana Terme Lari                           | Casciana Terme Lari (banner)                      |
| Toscana | Pisa            | Castelnuovo di Val di Cecina                  | Castelnuovo di Val di Cecina (banner)             |
| Toscana | Pisa            | Peccioli                                      | Peccioli (banner)                                 |
| Toscana | Pisa            | Pomarance                                     | Pomarance (banner)                                |
| Toscana | Pisa            | Volterra                                      | Volterra (banner)                                 |
| Toscana | Pistoia         | Abetone Cutigliano                            | Cutigliano - Palazzo Pretorio                     |
| Toscana | Pistoia         | Collodi (frazione di Pescia)                  | Collodi (banner)                                  |
| Toscana | Siena           | Casole d'Elsa                                 | Casole d'Elsa (banner)                            |
| Toscana | Siena           | Castelnuovo Berardenga                        | Castelnuovo Berardenga (banner)                   |
| Toscana | Siena           | Cetona                                        | Cetona (banner)                                   |
| Toscana | Siena           | Chiusi                                        | Chiusi (banner)                                   |
| Toscana | Siena           | Montalcino                                    | Montalcino (banner)                               |
| Toscana | Siena           | Montefollonico (frazione di Torrita di Siena) | Montefollonico (banner)                           |
| Toscana | Siena           | Montepulciano                                 | Montepulciano (banner)                            |
| Toscana | Siena           | Monteriggioni                                 | Monteriggioni - panorama                          |
| Toscana | Siena           | Murlo                                         | Murlo (banner)                                    |
| Toscana | Siena           | Pienza                                        | Pienza (banner)                                   |
| Toscana | Siena           | Radda in Chianti                              | Radda in Chianti (banner)                         |
| Toscana | Siena           | Radicofani                                    | Radicofani (banner)                               |
| Toscana | Siena           | San Casciano dei Bagni                        | San Casciano dei Bagni (banner)                   |
| Toscana | Siena           | San Gimignano                                 | San Gimignano (banner)                            |
| Toscana | Siena           | Sarteano                                      | Sarteano (banner)                                 |
| Toscana | Siena           | Trequanda                                     | Trequanda (banner)                                |
| Umbria  | Perugia         | Bevagna                                       | Bevagna (banner)                                  |
| Umbria  | Perugia         | Città della Pieve                             | Città della Pieve (banner)                        |
| Umbria  | Perugia         | Montefalco                                    | Montefalco (banner)                               |
| Umbria  | Perugia         | Montone                                       | Montone (banner)                                  |
| Umbria  | Perugia         | Nocera Umbra                                  | Nocera Umbra (banner)                             |
| Umbria  | Perugia         | Norcia                                        | Norcia - Piazza San Benedetto                     |
| Umbria  | Perugia         | Panicale                                      | Panicale (banner)                                 |
| Umbria  | Perugia         | Spello                                        | Spello (banner)                                   |
| Umbria  | Perugia         | Trevi                                         | Trevi (banner)                                    |
| Umbria  | Perugia         | Vallo di Nera                                 | Vallo di Nera (banner)                            |
| Marche  | Ancona          | Corinaldo                                     | Corinaldo (banner)                                |
| Marche  | Ancona          | Genga                                         | Genga (banner)                                    |
| Marche  | Ancona          | Offagna                                       | Offagna (banner)                                  |
| Marche  | Ancona          | Ostra                                         | Ostra (banner)                                    |
| Marche  | Ancona          | Serra San Quirico                             | Serra San Quirico (immagine)                      |
| Marche  | Ancona          | Staffolo                                      | Staffolo (immagine)                               |
| Marche  | Ascoli Piceno   | Acquaviva Picena                              | Acquaviva Picena (immagine)                       |
| Marche  | Ascoli Piceno   | Ripatransone                                  | Ripatransone (banner)                             |
| Marche  | Fermo           | Amandola                                      | Amandola (banner)                                 |
| Marche  | Fermo           | Monterubbiano                                 | Monterubbiano (immagine)                          |
| Marche  | Macerata        | Camerino                                      | Camerino (banner)                                 |
| Marche  | Macerata        | Montecassiano                                 | Montecassiano - Palazzo del podestà               |
| Marche  | Macerata        | Montelupone                                   | Montelupone (banner)                              |
| Marche  | Macerata        | San Ginesio                                   | San Ginesio (banner)                              |
| Marche  | Macerata        | Sarnano                                       | Sarnano (banner)                                  |
| Marche  | Macerata        | Urbisaglia                                    | Urbisaglia (banner)                               |
| Marche  | Macerata        | Valfornace                                    | Valfornace (immagine)                             |
| Marche  | Macerata        | Visso                                         | Visso (banner)                                    |
| Marche  | Pesaro e Urbino | Apecchio                                      | Apecchio (immagine)                               |
| Marche  | Pesaro e Urbino | Cantiano                                      | Cantiano (immagine)                               |
| Marche  | Pesaro e Urbino | Frontino                                      | Frontino (banner)                                 |
| Marche  | Pesaro e Urbino | Frontone                                      | Frontone (immagine)                               |
| Marche  | Pesaro e Urbino | Gradara                                       | Gradara (banner)                                  |
| Marche  | Pesaro e Urbino | Mercatello sul Metauro                        | Mercatello sul Metauro (banner)                   |
| Marche  | Pesaro e Urbino | Mondavio                                      | Mondavio - Veduta panoramica di S.Andrea di Suasa |
| Marche  | Pesaro e Urbino | Urbania                                       | Urbania (immagine)                                |
| Lazio   | Frosinone       | Arpino                                        | Arpino (banner)                                   |
| Lazio   | Frosinone       | Atina                                         |                                                   |
| Lazio   | Frosinone       | Castro dei Volsci                             |                                                   |
| Lazio   | Frosinone       | Collepardo                                    | Collepardo - chiesa di Trisulti                   |
| Lazio   | Frosinone       | San Donato Val di Comino                      | San Donato Val di Comino (immagine)               |
| Lazio   | Frosinone       | Trevi nel Lazio                               |                                                   |
| Lazio   | Latina          | Bassiano                                      | Bassiano (banner)                                 |
| Lazio   | Latina          | Campodimele                                   | Campodimele (banner)                              |
| Lazio   | Latina          | Fossanova (frazione di Priverno)              | Abbazia di Fossanova                              |
| Lazio   | Latina          | Prossedi                                      |                                                   |
| Lazio   | Latina          | Sermoneta                                     | Sermoneta (banner)                                |
| Lazio   | Rieti           | Casperia                                      | Casperia centro storico                           |
| Lazio   | Rieti           | Labro                                         | Labro (banner)                                    |
| Lazio   | Rieti           | Leonessa                                      | Leonessa (banner)                                 |
| Lazio   | Roma            | Nemi                                          | Nemi (banner)                                     |
| Lazio   | Roma            | Subiaco                                       | Subiaco (banner)                                  |
| Lazio   | Roma            | Trevignano Romano                             | Trevignano Romano (banner)                        |
| Lazio   | Viterbo         | Bolsena                                       | Bolsena (banner)                                  |
| Lazio   | Viterbo         | Bomarzo                                       | Bomarzo (banner)                                  |
| Lazio   | Viterbo         | Calcata                                       | Calcata (banner)                                  |
| Lazio   | Viterbo         | Caprarola                                     | Caprarola (banner)                                |
| Lazio   | Viterbo         | Sutri                                         | Sutri (banner)                                    |
| Lazio   | Viterbo         | Tuscania                                      | Tuscania (immagine)                               |
| Lazio   | Viterbo         | Vitorchiano                                   | Vitorchiano (banner)                              |
| Abruzzo | L'Aquila        | Civitella Alfedena                            | Civitella Alfedena (immagine)                     |
| Abruzzo | L'Aquila        | Opi                                           | Opi (banner)                                      |
| Abruzzo | L'Aquila        | Scanno                                        | Scanno (banner)                                   |
| Abruzzo | Chieti          | Fara San Martino                              | Fara San Martino (banner)                         |
| Abruzzo | Chieti          | Lama dei Peligni                              | Lama dei Peligni (banner)                         |
| Abruzzo | Chieti          | Palena                                        | Monte Porrara, Palena                             |
| Abruzzo | Chieti          | Roccascalegna                                 | Castello di Roccascalegna                         |

### Italia meridionale
| Regione    | Provincia       | località               | Foto / Banner                             |
| ---------- | --------------- | ---------------------- | ----------------------------------------- |
| Molise     | Campobasso      | Ferrazzano             | Ferrazzano (banner)                       |
| Molise     | Isernia         | Agnone                 | Agnone (banner)                           |
| Molise     | Isernia         | Roccamandolfi          | Nessuna immagine presente in archivio     |
| Molise     | Isernia         | Frosolone              | Frosolone (banner)                        |
| Molise     | Isernia         | Scapoli                | Scapoli (banner)                          |
| Campania   | Avellino        | Zungoli                | Zungoli (banner)                          |
| Campania   | Benevento       | Cerreto Sannita        | Via Ungaro                                |
| Campania   | Salerno         | Morigerati             | Mulino Bussento                           |
| Campania   | Benevento       | Sant'Agata de' Goti    | Benevento (banner)                        |
| Campania   | Caserta         | Letino                 | Caserta (banner)                          |
| Puglia     | Bari            | Locorotondo            | Bari (banner)                             |
| Puglia     | Brindisi        | Cisternino             | Brindisi (banner)                         |
| Puglia     | Brindisi        | Oria                   | Oria (banner)                             |
| Puglia     | Foggia          | Alberona               | Alberona (banner)                         |
| Puglia     | Foggia          | Bovino                 | Castello di Bovino                        |
| Puglia     | Foggia          | Orsara di Puglia       | Orsara di Puglia (immagine)               |
| Puglia     | Foggia          | Pietramontecorvino     | Pietramontecorvino (immagine)             |
| Puglia     | Foggia          | Rocchetta Sant'Antonio | Stazione                                  |
| Puglia     | Foggia          | Sant'Agata di Puglia   | Sant'Agata di Puglia (immagine)           |
| Puglia     | Foggia          | Troia                  | Cattedrale di Troia                       |
| Puglia     | Lecce           | Corigliano d'Otranto   | Castello De Monti di Corigliano d'Otranto |
| Puglia     | Lecce           | Specchia               | Specchia (banner)                         |
| Basilicata | Matera          | Aliano                 | Aliano (banner)                           |
| Basilicata | Matera          | Valsinni               | Valsinni (banner)                         |
| Basilicata | Potenza         | Castelmezzano          | Castelmezzano (banner)                    |
| Basilicata | Potenza         | Guardia Perticara      | Guardia Perticara (banner)                |
| Basilicata | Potenza         | San Severino Lucano    | San Severino Lucano (immagine)            |
| Basilicata | Potenza         | Castelsaraceno         | San Severino Lucano (immagine)            |
| Calabria   | Catanzaro       | Taverna                | Taverna (banner)                          |
| Calabria   | Cosenza         | Civita                 | Civita (banner)                           |
| Calabria   | Cosenza         | Morano Calabro         | Morano Calabro (banner)                   |
| Calabria   | Cosenza         | Oriolo                 | Oriolo (banner)                           |
| Calabria   | Reggio Calabria | Bova                   | Bova (banner)                             |
| Calabria   | Reggio Calabria | Gerace                 | Gerace (banner)                           |

### Italia insulare
| Regione  | Provincia    | località         | Foto / Banner             |
| -------- | ------------ | ---------------- | ------------------------- |
| Sicilia  | Palermo      | Petralia Sottana | Petralia Sottana (banner) |
| Sardegna | Sud Sardegna | Sardara          | Sardara (banner)          |
| Sardegna | Nuoro        | Galtellì         | Galtellì (banner)         |
| Sardegna | Nuoro        | Gavoi            | Gavoi (banner)            |
| Sardegna | Nuoro        | Oliena           | Oliena (banner)           |
| Sardegna | Sassari      | Aggius           | Aggius (banner)           |
| Sardegna | Sassari      | Tempio Pausania  | Tempio Pausania (banner)  |
| Sardegna | Oristano     | Laconi           | Laconi (banner)           |